# Eberhard Eckerle
Eberhard Eckerle (* 1949 in Baden-Baden; † 6. Juni 2023) war ein deutscher Künstler und Hochschullehrer.

## Leben
Von 1971 bis 1976 besuchte er die Staatliche Akademie der Bildenden Künste Stuttgart. Mit einem Stipendium des British Council ging er 1976 bis 1977 ans Royal College of Art, London. 1979 erhielt er ein Stipendium der Kunststiftung Baden-Württemberg. In den Jahren von 1979 bis 1984 hatte einen Lehrauftrag an der Universität Karlsruhe und von 1985 bis 1987 an der Fachhochschule für Gestaltung Pforzheim. 1991 war Eckerle Stipendiat der Cité des Arts, Paris. Eckerle war seit 1994 Professor am Institut für Bildende Künste im Fachbereich Architektur der Universität Hannover. 2010 beendete ein Schlaganfall seine künstlerische Produktivität.

## Werk

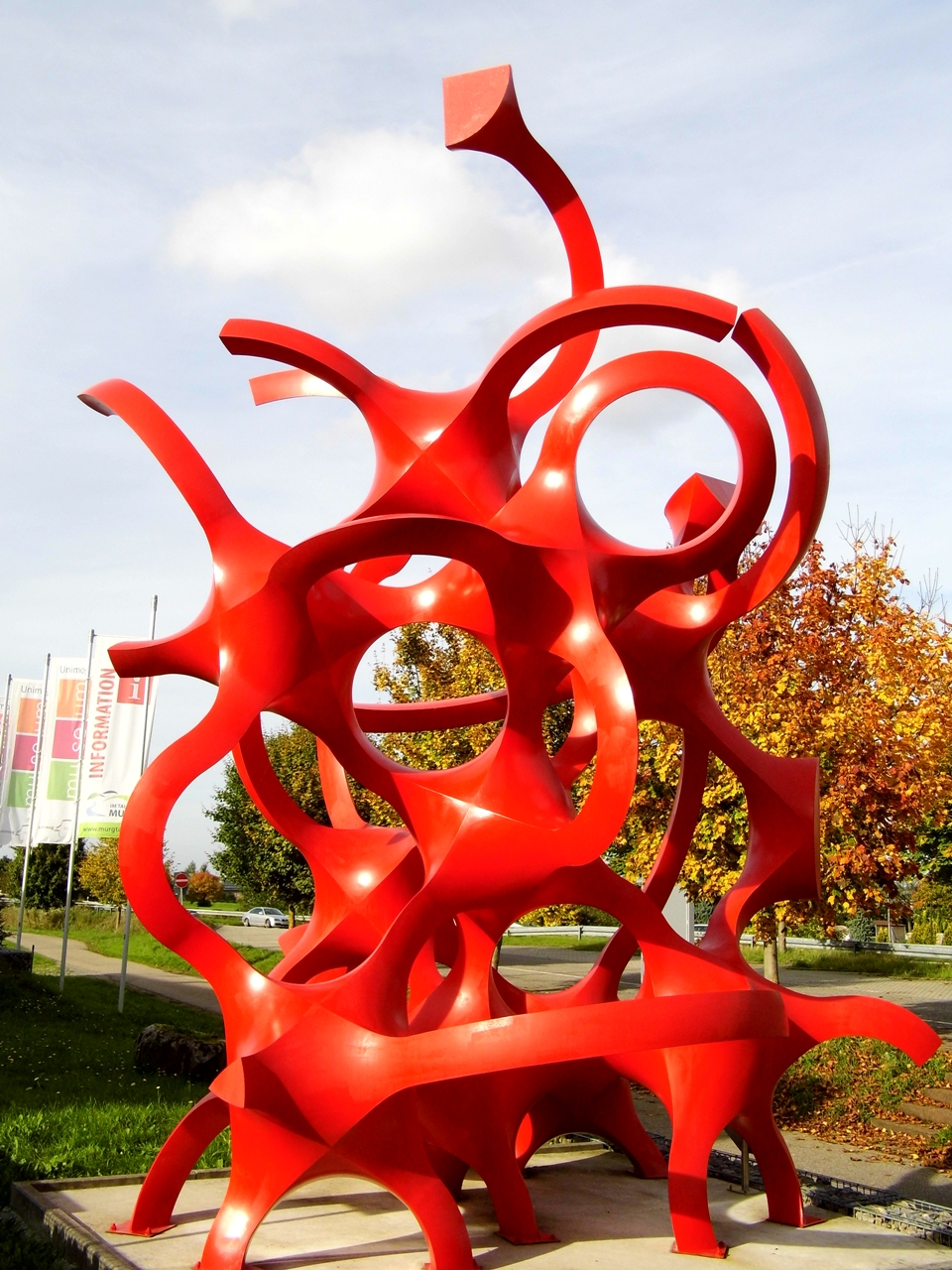
Red Loops for Rotenfels vor dem Unimog-Museum Gaggenau

Er arbeitete in Plastik, Rauminstallation, Land Art, Malerei, Zeichnen. Oftmals verwendete er Metall als Werkstoff. Die Technik besteht darin, das Eisen Stück für Stück – wie in einem Puzzlespiel – aneinander zu brennen bis die vom Künstler gewollte Form entsteht. Der Kopf ist also kein massiver Kern, sondern Schale, Hülle oder Panzer. Dieser „martialische Prozess“, aus anfänglich zwei Plättchen Stahl nach und nach eine ganze Masse zu erzeugen, erfordert neben plastischem Vorstellungsvermögen auch körperliche Kondition. Für das Projekt „Kopf-Säule Tor“ in Sinsheim wurden rund sechzig Kilogramm Schweißdraht verbraucht.
Ab dem Jahr 2000 schuf Eckerle mehrere Stahl-Großskulpturen in China.